# Per Kure Norsk Motor- og Dynamofabrik
Per Kure Norsk Motor- og Dynamofabrik A/S (kurz: Per Kure) war ein norwegischer Elektrohersteller in der Frühzeit der Elektrifizierung. Der Betrieb hatte seine Werkstatt in Hasle, einem Stadtteilgebiet des Osloer Stadtteils Grünerløkka.

## Geschichte
Der Elektroingenieur Per Kure (* 28. September 1872; † 8. März 1945) war eine zentrale Figur während der Elektrifizierung in Norwegen in den späten 1890er Jahren. Kure setzte sich für die Einrichtung und den Betrieb des Norsk Teknisk Museum in der Anfangsphase ein.
Kure gründete seine Firma 1897 für Elektroinstallation in der ersten Phase des Netzaufbaues in der norwegischen Hauptstadt Kristiania. Kure war einer der ersten Händler von elektrischen Heizungen in Norwegen.
1911 begann er mit eigenen Fertigungsanlagen die Produktion von elektrischen Öfen und anderen elektrischen Geräten. Das Unternehmen fusionierte 1916 mit der norwegischen Tochtergesellschaft Norske Motor- og Dynamofabrikk der schwedischen Allmänna Svenska Elektriska Aktiebolaget (ASEA). Durch diese Verbindung entstand ein bedeutendes Unternehmen mit Verbindungen zu einem der größten schwedischen Industriekonzerne.
ASEA hatte zuvor mit Frognerkilens Fabrikk zusammengearbeitet, die jedoch eine Allianz mit der schweizerischen Brown, Boveri & Cie. einging. Der Zusammenschluss beider Unternehmen zur ABB erfolgte 1988. Heute gilt ABB als weiterführende Gesellschaft der ehemaligen Betriebe Per Kure, NEBB und Elektrisk Bureau.

## Lokomotivbau
Die Firma Per Kure war an zahlreichen norwegischen Lokomotivbauprojekten beteiligt und lieferte unter anderem die elektrische Ausrüstung für die Baureihen NSB El 1, NSB El 5, NSB El 8, NSB El 9 und NSB El 10.